# Michael Hedges (Tontechniker)
Michael Hedges (auch Mike Hedges) ist ein neuseeländischer Tontechniker, der seit Beginn seiner Karriere Anfang der 1990er Jahre an rund 90 Film- und Fernsehproduktionen beteiligt war. Er wurde für vier Oscars in der Kategorie Bester Ton, jeweils für Zusammenarbeiten mit Peter Jackson, nominiert, von denen er zwei gewann.

## Filmografie
- 1989–1992: Bradburys Gruselkabinett (The Ray Bradbury Theater, Fernsehserie)
- 1990: Twilight Love – Liebe aus dem Jenseits
- 1990: Ruby and Rata
- 1992: Crush
- 1992: Braindead
- 1993: Desperate Remedies
- 1993: Stroke (Kurzfilm)
- 1994: Die letzte Kriegerin (Once were Warriors)
- 1994: Heavenly Creatures
- 1994: Loaded
- 1994: Der unsichtbare Tod (The Last Tattoo)
- 1995: Der Flug des Albatros
- 1995: Neuseeland: Kino der Unruhe (Cinema of Unease: A Personal Journey by Sam Neill, Dokumentarfilm)
- 1995: War Stories (Dokumentarfilm)
- 1996: Broken English
- 1996: The Frighteners
- 1997: Delf (Kurzfilm)
- 1997: Topless Women Talk About Their Lives
- 1997: Spur des Grauens (Aberration)
- 1997: Die Dämonen des Mörders (The Ugly)
- 1997–1999: Duggan (Fernsehserie)
- 1998: The Chosen (Fernsehfilm)
- 1998: The Making of 'The Frighteners' (Dokumentarfilm Video/DVD)
- 1998: Wasted (Kurzfilm)
- 1998: Tell – Im Kampf gegen Lord Xax (The Legend of William Tell, Fernsehserie)
- 1998: Heaven
- 1998: Blinder (Kurzfilm)
- 1999: Greenstone (Fernsehserie)
- 1999: Thinking About Sleep (Kurzfilm)
- 1999: What Becomes of the Broken Hearted?
- 2000: Infection (Kurzfilm)
- 2000–2003: Street Legal (Fernsehserie)
- 2001: Der Herr der Ringe: Die Gefährten (The Lord of the Rings: The Fellowship of the Ring)
- 2001: Snakeskin
- 2001: Highway Psychos (When Strangers Appear)
- 2001: Stickmen
- 2002: Tick (Kurzfilm)
- 2002: Der Herr der Ringe: Die zwei Türme (The Lord of the Rings: The Two Towers)
- 2002: Toy Love
- 2003: Der Herr der Ringe: Die Rückkehr des Königs (The Lord of the Rings: The Return of the King)
- 2003: Perfect Strangers
- 2003: The Locals
- 2003: Willy Nilly (Fernsehserie)
- 2003: For Good
- 2004: Water (Kurzfilm)
- 2005: King Kong
- 2005: The Man Who Couldn’t Dance (Kurzfilm)
- 2005: Mit Herz und Hand (The World’s Fastest Indian)
- 2005: 50 Ways of Saying Fabulous
- 2005: Boogeyman – Der schwarze Mann (Boogeyman)
- 2006: Out of the Blue – 22 Stunden Angst (Out of the Blue)
- 2006: No. 2
- 2007: Mein Freund, der Wasserdrache (The Water Horse: Legend of the Deep)
- 2007: Die zehn Gebote
- 2007: 30 Days of Night
- 2007: Brücke nach Terabithia (Bridge to Terabithia)
- 2007: Eagle vs Shark – Liebe auf Neuseeländisch (Eagle vs Shark)
- 2008: Show of Hands
- 2008: Rain of the Children (Dokumentarfilm)
- 2008: Second Hand Wedding
- 2009: In meinem Himmel (The Lovely Bones)
- 2009: Der Engel mit den dunklen Flügeln
- 2009: District 9
- 2009: Separation City – Stadt der Untreuen (Separation City)
- 2009: Diagnosis: Death
- 2009: The Six Dollar Fifty Man (Kurzfilm)
- 2010: Die Chroniken von Narnia: Die Reise auf der Morgenröte (The Chronicles of Narnia: The Voyage of the Dawn Treader)
- 2010: Matariki
- 2010: The Hopes & Dreams of Gazza Snell
- 2010: Home by Christmas
- 2010: Boy
- 2011: When a City Falls (Dokumentarfilm)
- 2011: Die Abenteuer von Tim und Struppi – Das Geheimnis der Einhorn (The Adventures of Tintin)
- 2011: O le tulafale
- 2011: Love Birds
- 2012: Der Hobbit: Eine unerwartete Reise (The Hobbit: An Unexpected Journey)
- 2012: Cirque du Soleil: Traumwelten (Cirque du Soleil: Worlds Away)
- 2012: Fresh Meat
- 2012: Mr. Pip
- 2012: Shihad: Beautiful Machine (Dokumentarfilm)
- 2012: West of Memphis (Dokumentarfilm)
- 2012: Fresh Meat
- 2013: Der Hobbit: Smaugs Einöde (The Hobbit: The Desolation of Smaug)
- 2013: Antarctica: A Year on Ice (Dokumentarfilm)
- 2014: Der Hobbit: Die Schlacht der Fünf Heere (The Hobbit: The Battle of the Five Armies)
- 2014: Hope and Wire (Fernseh-Mehrteiler)
- 2014: 5 Zimmer Küche Sarg (What We Do in the Shadows)
- 2015: Bilal
- 2015: Born to Dance
- 2015: A Flickering Truth (Dokumentarfilm)
- 2016: Tickled (Dokumentarfilm)
- 2016: Mahana - Eine Maori-Saga (Mahana)
- 2017: Wolf Warrior 2 (Zhàn Láng 2)
- 2018: They Shall Not Grow Old (Dokumentarfilm)
- 2018: Mortal Engines: Krieg der Städte (Mortal Engines)
- 2019: Guns Akimbo
- 2022: Avatar: The Way of Water

## Auszeichnungen (Auswahl)
- 2003: Oscar-Nominierung in der Kategorie Bester Ton für Der Herr der Ringe: Die zwei Türme (zusammen mit Christopher Boyes, Michael Semanick und Hammond Peek)
- 2004: Oscar in der Kategorie Bester Ton für Der Herr der Ringe: Die Rückkehr des Königs (zusammen mit Christopher Boyes, Michael Semanick und Hammond Peek)
- 2006: Oscar in der Kategorie Bester Ton  für King Kong (zusammen mit Christopher Boyes, Michael Semanick und Hammond Peek)
- 2014: Oscar-Nominierung in der Kategorie Bester Ton  für Der Hobbit: Smaugs Einöde (zusammen mit Christopher Boyes, Michael Semanick und Tony Johnson)
- 2023: Oscar-Nominierung in der Kategorie Bester Ton  für Avatar: The Way of Water (zusammen mit Dick Bernstein, Christopher Boyes, Julian Howarth, Gary Summers, Gwendolyn Yates Whittle)[1]